# (473052) 2015 HR85
(473052) 2015 HR85 es un asteroide perteneciente al cinturón de asteroides, descubierto el 14 de febrero de 2010 por el equipo del Catalina Sky Survey desde el Catalina Sky Survey, Arizona, Estados Unidos.

## Designación y nombre
Designado provisionalmente como 2015 HR85.

## Características orbitales
2015 HR85 está situado a una distancia media del Sol de 2,598 ua, pudiendo alejarse hasta 2,846 ua y acercarse hasta 2,350 ua. Su excentricidad es 0,095 y la inclinación orbital 11,53 grados. Emplea 1530 días en completar una órbita alrededor del Sol.

## Características físicas
La magnitud absoluta de 2015 HR85 es 17. Tiene 2,21 km de diámetro y su albedo se estima en 0,069.